# Leonel Altobelli
Leonel Víctor Altobelli (20 de julio de 1986, Presidencia Roque Sáenz Peña, Chaco, Argentina) es un futbolista argentino. Juega de delantero y actualmente se encuentra en Othellos Athienou de Chipre.

## Trayectoria
Delantero surgido de las divisiones inferiores del Club Atlético Tigre. Debutó en ese club en el 2004 cuando militaba en Primera B, donde se desempeñó hasta 2005. Ese año pasó a préstamo a Sportivo Barracas en Primera C. Estuvo ahí hasta el 2007, marcando 16 goles. En 2007 regresó a Tigre debutó en la Primera División el 23 de febrero de 2008 ante Huracán. Marcó su primer gol en Primera frente a Lanús el 18 de octubre de 2008 en la campaña histórica realizada por el club de Victoria que culminó en lo más alto del torneo. A mediados de 2009 pasó a préstamo al Albacete Balompié donde se desempeñó como mediocampista derecho. En 2010 regresó a Tigre. En 2011 empezó a jugar en uno de los clubes más importantes que tiene la provincia de Mendoza, Independiente Rivadavia. Y en enero de 2012 fue fichado por Gimnasia y Esgrima de La Plata a préstamo por seis meses, club que se encuentra primera división. Luego de su paso por Gimnasia y Esgrima de La Plata el joven delantero retorno a Tigre. a fines del año 2013, rescinde su contrato que lo liga a Tigre, para fichar en el Buriram United de Tailandia por 2 años, pero poco duró su estadía en Tailandia, porque a mediados de 2014, ficha por el Deportivo Morón, club donde estuvo hasta diciembre de 2015, luego de perder la final del reducido de la Primera B Metropolitana ante Almagro. En 2016, Altobelli parte definitivamente a Chile, para fichar en Cobreloa de la Primera B de dicho país, con el cual intentará ascender a la Primera División del fútbol chileno.

## Clubes
| Club                                      | País      | Año           |
| ----------------------------------------- | --------- | ------------- |
| Tigre                                     | Argentina | 2004 - 2005   |
| Sportivo Barracas (préstamo)              | Argentina | 2005 - 2007   |
| Tigre                                     | Argentina | 2007 - 2009   |
| Albacete (préstamo)                       | España    | 2009 - 2010   |
| Tigre                                     | Argentina | 2010 - 2011   |
| Independiente Rivadavia (préstamo)        | Argentina | 2011          |
| Gimnasia y Esgrima de La Plata (préstamo) | Argentina | 2012          |
| Almirante Brown (préstamo)                | Argentina | 2012          |
| Tigre                                     | Argentina | 2013          |
| Buriram United                            | Tailandia | 2014          |
| Deportivo Morón                           | Argentina | 2014 - 2015   |
| Cobreloa                                  | Chile     | 2016          |
| Atlanta                                   | Argentina | 2016-2017     |
| Barracas Central                          | Argentina | 2017          |
| Othellos Athienou                         | Chipre    | 2018-presente |